# Gyropaigne brasiliensis
Gyropaigne brasiliensis, secondo una classificazione filogenetica (C. E. M. Bicudo & D. M. Bicudo, 1987) è una specie del supergruppo Excavata appartenente alla famiglia Astasiaceae.

## Caratteristiche
Gyropaigne brasiliensis vive esclusivamente in acqua dolce, ed è stata ritrovata in uno stagno a San Paolo, in Brasile, da C.E.M.Bicudo & D.M.Bicudo nel 1987.
Il materiale raccolto all'Orto Botanico di San Paolo presenta cellule ellittiche asimmetriche più o meno bilaterali se viste di fronte.
L'estremità posteriore è solitamente più acuminata dell'estremità anteriore, che talvolta è anche più arrotondata. 
La vista terminale della cella è compressa bilateralmente, mai perfettamente circolare, con 8 cospicue carene elicoidali separate da 8 depressioni poco profonde molto marcate. 
La tasca dalla quale emergono i flagelli è più o meno a forma di goccia, con il citostoma leggermente subapicale. Il nucleo è centrale e di solito un po' spostato verso il margine laterale della cellula. Nel citoplasma si osservano comunemente da 8 a 10 granuli di paramylum tondeggianti.
La specie si distingue facilmente dalle altre tre del genere Gyropaigne per la forma asimmetricamente ellittica degli individui in vista frontale, e per le cellule vistosamente depresse se viste da un'estremità.
Può essere paragonato alla specie tipo del genere Gyropaigne kosmos (SKUJA, 1939: 113, pI. 7, fig. 16-18), da cui si distingue per la forma degli individui e per la vista verticale della cellula. 
Per quanto riguarda quest'ultimo, PRINGSHEIM (1963) e LEEDALE (1967) citano cellule non appiattite tra le caratteristiche generiche per Gyropaigne. Tuttavia, Gyropaigne include sicuramente specie con cellule sia appiattite che non appiattite, poiché Gyropaigne spiralis (Matvienko) Bourrelly & Georges e l'attuale Gyropaigne brasiliensis C. Bicudo & D. Bicudo.
In particolare quest'ultimo ha delle cellule vistosamente appiattite ( Phacus Dujardin La nuova specie proposta si basa su materiale raccolto da uno degli autori da uno stagno artificiale nel giardino botanico della città di San Paolo.
Gli individui sono a forma di sella, con i lati pendenti come i giri di una sella.
È un organismo probabilmente fagotrofico, ma vive allo stato libero.

## Classificazioni alternative
Nonostante gli autori nel complesso sono concordi sulla posizione tassonomica di questo genere tra le Astasiaceae. BOURRELL Y (1985), invece, collocò Gyropaigne tra le Euglenaceae.
Una classificazione ormai obsoleta inserisce questo genere nella famiglia delle Astasiidae, sottordine Rhabdomonadina, ordine Natomonadida, sottoclasse Anisonemia, classe Peranemea, superclasse Spirocuta, infraphylum Dipilida, subphylum Euglenoida, phylum Euglenozoa, sottoregno Eozoa, Regno Protozoa, finché non si è scoperto che tali gruppi sono parafiletici..